# Le Docteur Cornélius
Pour les articles homonymes, voir Before Dawn.
Pour plus de détails, voir Fiche technique et Distribution.
Le Docteur Cornélius (titres alternatifs : Le Caveau Infernal et Le Caveau Mystérieux du Dr Cornélius ; titre original anglais : Before Dawn) est un film dramatique américain pré-Code écrit par Garrett Fort et réalisé par Irving Pichel et sorti en 1933. Le film met en vedette Stuart Erwin, Dorothy Wilson, Warner Oland, Dudley Digges et Gertrude Hoffman.
Le film est sorti le 4 août 1933, par RKO Pictures,,.
C'est l'un des rares films de Warner Oland de cette période dans lequel il n'interprète pas un personnage asiatique.

## Intrigue
Joe Valerie, un gangster mourant, révèle à son médecin, le Dr Cornelius, où se cache un butin d'un million de dollars. Le sinistre médecin autrichien a des vues sur l'argent, mais doit d'abord déjouer les plans du détective Dwight Wilson et de la voyante Patricia Merrick. L'action se déroule dans une maison étrange, peut-être hantée, dans une petite ville américaine, où le butin est caché et où les cadavres commencent à s'accumuler.

## Fiche technique
- Titre original : Before Dawn
- Titre français : Le Docteur Cornélius
- Titres alternatifs : Le Caveau Infernal et Le Caveau Mystérieux du Dr Cornélius
- Réalisation : Irving Pichel
- Scénario : Garrett Fort, Marion Dix, Ralph Block, Edgar Wallace, adapté d'une de ses histoires
- Photographie :
- Montage :
- Musique :
- Production :
- Sociétés de production :
- Pays de production : États-Unis
- Langue originale : anglais
- Format : noir et blanc
- Genre : drame
- Durée : 60 minutes
- Dates de sortie[4] :
  - États-Unis : 4 août 1933
  - France : 29 mai 1936

## Distribution
- Stuart Erwin : Dwight Wilson
- Dorothy Wilson : Patricia
- Warner Oland : Dr. Paul Cornelius
- Dudley Digges : Horace Merrick
- Gertrude Hoffman : Mattie
- Oscar Apfel : le chef des détectives John F. O'Hara
- Frank Reicher : Joe Valerie
- Jane Darwell : Mrs. Marble
- Stanley Blystone : Conducteur de voiture de police (non crédité)
- Ed Brady : le flic de la fourgonette (non crédité)
- Tom Brower : Détective Schultz (non crédité)
- Pat O'Malley : Détective Brady (non crédité)
- Ted Oliver : Sergent Hamilton, chef de la police (non crédité)
- Irving Pichel : l'annonceur radio de la police (voix) (non crédité)
- Max Wagner : le policier en voiture (non crédité)

## Réception
Dans une critique contemporaine pour le New York Times, le critique Mordaunt Hall a écrit : « Ce spécimen particulièrement vermeil est doté de vigueur et d'imagination... Il y a suffisamment de meurtres et de morts accidentelles pour satisfaire les amateurs les plus ardents de ce genre de thrillers. Et à cette phase du récit s'ajoute l'inévitable romance ».

## Récompenses et distinctions
- (en) Before Dawn: Awards, sur l'Internet Movie Database